# 美国言论自由的例外

美国国家文件与档案局收藏的《权利法案》

美国言论自由的例外是指对保障言论与表达自由的美国宪法第一修正案的限制，为美国最高法院所认可。这些例外情形都是在不同时期、不同背景下创立的，并分别针对不同形式的言论与表达。言论自由在美国是一项宪法权利，而这些例外使之受到了某种程度上的限制。
对于言论自由的限制是基于其传播影响（communicative impact）而言的，其中有一些受到完全限制，另一些则受部分限制。诸如煽动、对事实的虚假陈述、淫秽、儿童色情、恐吓、他人言论等都不受第一修正案的保护。而商业广告则只受到部分保护，这意味着政府的干涉也受到限制。
除上述限制之外，当政府作为雇主、教育者、资助者（subidizer）与表意者（speaker），以及广播电视、律师、军事、监狱或移民的管理者时，也会对言论进行限制。

## 对传播影响的限制

### 煽动
美国最高法院曾表示当“提倡使用暴力或违法行为”的言论“目的在于煽动或造成迫在眉睫的非法行为（imminent lawless action）”并“很可能煽动或造成这样的行为”时，这些言论不受保护。在1969年的布兰登伯格诉俄亥俄州案（Brandenburg v. Ohio）中，最高法院推翻了州法院对一3K党组织的有罪判决。州法院认为该组织“提倡暴力手段以达成政治改革”，但最高法院认为他们的言论并没有表达即刻与迫在眉睫的暴力意图。这一判决修正了1919年最高法院在申克诉合众国案（Schenck v. United States）中提出的原则，当时最高法院只是简单地认为国会有权在有明显而即刻的危险时限制言论。两者间的主要区别在于后来的原则确保不会因为仅仅提倡使用暴力或违法行为就被定罪。

### 事实的虚假陈述
在1974年的格茨诉罗伯特·韦尔奇公司案（Gertz v. Robert Welch, Inc.）中，最高法院认定“对于事实的虚假陈述不受宪法保障”。但最高法院对其中的界限并没有一个明确的原则。
洛杉矶加州大学法学院教授尤金·沃洛赫（Eugene Volokh）认为，最高法院对于决定何种虚假陈述不应受保护建立了一个相对而言复杂的判断规则。有四种言论是最高法院认定不受保护的。首先是那些以“完全恶意的心理状态”（sufficiently culpable mental state）所说的虚假陈述，应承担民事或刑事责任。其次是那些故意（knowingly）的虚假陈述，与诽谤有关的法律都处于此一类别之中。第三，是一些虽非故意（negligently）但在某些情况下会导致民事责任的虚假陈述。最后是一些对事实的暗示性的陈述，这些陈述也可能因为“暗含虚假事实”（false factual connotation）而不受保护。
沃洛赫教授还提出了第五种言论，即“某些虚假陈述即便是蓄意的谎言，也不应受到惩罚”。他指出1964年的纽约时报诉沙利文案（New York Times v. Sullivan）便表明，针对政府的谎言事实上受到保障。不过这一类别的界限并不十分明确，是否应保护那些有关历史与医学的虚假陈述仍存有争议。

### 淫秽
1973年最高法院在米勒诉加利福尼亚州案（Miller v. California）创立了米勒测试（Miller test）的原则，其中规定，满足以下各条标准的言论不受保护：(1)在本地当前的社会标准中，所涉及的对象或作品就其总体而言会唤起普通人的淫欲（prurient interest）；(2)对性行为的描写引起人们的明显反感，并违反各州法律；(3)作品就总体而言，缺乏严肃的文学、艺术、政治或科学价值。该规则还有一些从属的条款，其中包括允许某人在自己家中藏有私人的淫秽物品。此外，上述规则中的“淫欲”是指“对于性的令人羞耻的或病态的兴趣”。
最高法院还曾指出，只有当某人知道淫秽作品中的真实内容时才能被惩罚。在1959年的史密斯诉加利福尼亚州案（Smith v. California）中，最高法院对一淫秽指控进行了“合理的不知情”（reasonable ignorance）的辩护。
这一例外的基础是由于大法官们认为淫秽“会产生腐化与低级的倾向并导致反社会行为”。

### 儿童色情
对儿童色情的限制与对淫秽的限制在几方面有所不同。首先，对儿童色情的限制更为明确。其次，被认为属于儿童色情的内容，即便不满足米勒测试，也不受到保护。这一原则规定，满足以下标准的言论不受保护：(1)透过图像描绘未成年的儿童；(2)表现性行为或淫秽地展示他们的生殖器。与淫秽的标准不同，对于儿童色情的私人收藏也可能违反法律。
尽管这一例外十分明确，但也受一定的限制。这并不适用于那些看起来像似儿童的色情、人们认为对儿童有害的色情或让观看者有伤害儿童冲动的色情内容。

### 挑衅字眼与冒犯性言论
在1942年的查普林斯基诉新罕布什尔州案（Chaplinsky v. New Hampshire）中，最高法院指出含“挑衅字眼”（fighting word）的言论不受保护。根据最高法院的定义，挑衅字眼是那些透过激怒别人而“煽动即刻的破坏和平行为”的言论，同时这些言论“由普通人透过常识判断很可能会引发暴力反应”。此外，这些言论还必须是“直接针对听者”的，因为只有这样才“更可能被看作是‘直接的人身侮辱’”。
除挑衅字眼外，那些有意或无意地造成对方严重的情感伤害的言论也不受保护。但这一原则只针对普通人（private figure）有效。1988年的皮条客杂志诉福尔韦尔案（Hustler v. Falwell）中，最高法院便指出对于“公众人物”（public figure）的冒犯性的讽刺是完全受到保障的。这样的政治讽刺言论历史上就一直受到保护。涉及冒犯性言论的一个知名案例是1989年的得克萨斯州诉约翰逊案（Texas v. Johnson），该案中最高法院判决，得克萨斯州禁止焚烧美国国旗的法律违宪。

### 恐吓
那些“针对某人或某些人并使他们处于受到身体伤害或死亡的恐惧中”的暴力恐吓行为一般不被保护。不过这一点也有一些例外。沃洛赫教授认为，“如果一个普通人能明显地认识到某些恐吓言论只是夸张的修辞而已，那这些言论不会被惩罚”。 此外，诸如“被社会排斥”或进行“政治意图的杯葛行为”的恐吓都受到宪法保障。不过，有时一些政治言论会因为被认定是恐吓而不受保护。

### 他人言论
不同形式的知识产权也会对言论进行限制，如著作权与商标便属此类。最高法院在1985年的哈珀和罗出版公司诉国家杂志公司案中首次提出此原则，当时最高法院认为第一修正案受到著作权法的限制。而广播权则不会干涉言论自由权。
最高法院认为这些限制可以激励那些“言论市场”（speech marketplace）中的艺术家。

### 商业言论
在言论自由的例外情形中，商业言论（commercial speech）的地位十分特殊。对于商业言论并没有完全的限制，而是受到部分的保护。虚假或误导性的广告可能被惩罚或禁止。商业广告在某些情况下受到限制，但政府作出这些限制必须考虑到所主张的政府利益是否重大，限制行为是否直接促进了政府主张的利益，以及限制行为是否大于促进这一利益之必需。对广告的有限的保护表明其他言论比起商业言论来说更为重要。

## 政府行为中的限制

### 作为雇主的政府
如果一个雇员的言论与公众关注的问题有关，或并非是其职责的一部分，又或其言论造成的伤害不及该言论带给该雇员与公众的价值的话，政府就不能仅依据其言论而将其开除。尤其是当“某一陈述的内容、架构及其背景”被引用的话，那这一言论就可认为是“公众关注的问题”了。这一例外关乎如何在言论造成的伤害与其价值间进行平衡。这一平衡可透过皮克灵测试（Pickering test）进行，即透过考虑该言论干涉（或可能干涉）紧密的工作关系、扰乱（或可能扰乱）办公场所的程度来决定。

### 作为广播电视管理者的政府
对于广播与电视中言论的限制只有满足以下条件才可被允许：(1)具有针对性（narrowly tailored）；(2)有十分重大的政府利益。所谓重大的政府利益包括阻止被认为有冒犯性的言论或对儿童来说有冒犯性的表达。最高法院将这些规则限定在传统广播的范围之内，而不得在互联网上进行限制。

### 作为教育者的政府
当政府作为从幼儿园至12年级的教育者时，它被允许在某些场合对言论进行限制。最高法院在1969年的廷克诉得梅因学区案（Tinker v. Des Moines School Dist.）中规定，只有当言论“实质性且重大地与学校运营中的适当管理相冲突”时，才能进行言论限制。后来的法院裁决又增加了一些可以限制言论的情形，包括学生关于毒品的言论、“下流且冒犯性的”语言或在学校运管的报纸中进行限制。在学校中进行言论限制的主要原则为“考虑父母的立场”（in loco parentis），即把学校当成是学生的父母，从而允许对学生的言论与表达进行一定的限制。

### 作为资助者与表意者的政府
政府最复杂的一项特殊行为便是作为言论的“资助者”（subsidizer），即透过政府资金资助某一言论的表达。通常来说，政府可以表达它的倾向，即便“偏向某一观点超过了其他观点”。但政府并不能限制其资金的接受者如何使用他们从其他渠道得到的资金。而当政府作为“表意者”（speaker）自己表达观点时，是合乎宪法的。但当政府试图“无差别地（indiscriminately）鼓励多样性的观点”时便不同了。在这种情况下，根据2001年的法律服务机构诉维拉兹克兹案（Legal Services Corp. v. Velazquez），政府必须做到中立。但如果政府是对于各种观点进行某些质量上的评判时，那只有“对观点的引人反感的偏袒”才会被禁止。

### 作为律师管理者的政府
沃洛赫教授认为政府“大力管理律师言论”，“部分地是因为律师被看作是法庭上的官员”。法庭会透过一个权衡性的测试来考虑律师的言论。这一测试是将“律师的利益与管制该行为使州得到的合法利益相衡量”。因而尽管律师的商业广告通常受到保护，针对律师的职业行为规则与道德准则仍被容许。

### 作为军事管理者的政府
在美国军事中，联邦政府对于军官的言论限制有着十分广泛的权力。在1974年的帕克诉莱维案（Parker v. Levy）中，最高法院认为军事“与平民社会相比是一个特殊的社会”，因而需要有更严格的标准。此案之后，只有很少的案例对政府在军事上的管理作出更明确的限制。

### 作为监狱监管者的政府
在作为监狱的管理者时，政府能够广泛地限制犯人的言论自由。基本上任何“与监狱管理利益有关的合理合法的”限制都被允许。这种广泛的权力也被用于审判前的拘留者及正在服缓刑或假释的罪犯。最高法院对于监狱的唯一限制是要求监狱提供“行使权力的替代手段”，犯人仍旧可以通过这一替代渠道表达合法的言论。

### 作为移民管理者的政府
如果某一言论对美国公民来说是受到保护的话，那政府就不能对表达同一言论的外国人进行惩罚。只有在出入境处政府才可以对非美国公民进行这样的限制。而对于驱逐出境的言论规定并不明确。低级法院在这一问题上没有共识，此领域的主要判例则都来自红色恐慌时期。